# Гавайи (остров)
Гава́йи (англ. и гав. Hawaiʻi), также называемый Большой остров (англ. Big Island) — вулканический остров в Тихом океане, один из восьми основных Гавайских островов, образующих штат США Гавайи. Площадь острова — 10 432,5 км², больше, чем площадь остальных островов архипелага вместе взятых, это самый большой остров США.
Остров Гавайи принадлежит округу Гавайи штата Гавайи. Центром округа является город Хило (англ. Hilo).
Местное наименование — «Большой остров» (англ. Big Island), так как названия острова, архипелага, округа и штата совпадают полностью.

## Этимология
Касательно этимологии названия острова существует несколько предположений. Согласно одному из них, остров был назван по имени Гавайилоа, персонажа гавайского мифа, открывшего остров, когда он был впервые заселён. Согласно другой версии, наименование острова происходит от названия легендарной прародины полинезийцев Саваики.

## Геология и география
Гавайи — самый восточный и самый южный остров архипелага. Ближайшей землей на юге являются острова Лайн (самый северный из них, риф Кингмен находится в 1600 км к юго-юго-западу), на северо-западе, через 50-километровый пролив Аленуихаха — остров Мауи (вулкан Халеакала виден с острова Гавайи). Северная Америка находится в 3700 километрах к северо-востоку.
Самая северная точка острова — мыс Уполу (20°16′ с. ш.), самая южная — мыс Ка-Лаэ (18°56′ с. ш.), также являющийся самой южной точкой 50 штатов. Протяжённость территории острова с севера на юг — 152 км. Самая западная точка — мыс Кеахоле (156°4′ з. д.), самая восточная — мыс Кумукахи (154°49′ з. д.). Протяжённость суши с запада на восток — 131 км.
Остров занимает площадь 10 430 км², что составляет 62 % площади всех Гавайских островов. Высота вулкана Мауна-Кеа от его основания на океанском дне до вершины превышает высоту над уровнем океана высочайшей горной вершины мира, горы Эверест. На этой горе на высоте 3975 метров расположено одно из крайне немногочисленных озёр штата — Ваиау.

### Вулканы
Остров расположен над гавайской горячей точкой, вызывающей активный вулканизм.
Остров образован вершинами пяти крупных щитовых вулканов, поднимающихся со дна Тихого океана с глубин, доходящих до 5 километров:
1. Кохала — потухший
2. Мауна-Кеа — спящий
3. Хуалалаи — активный, но не извергающийся с 1801 года
4. Мауна-Лоа — активный, вершина и два склона входят в национальный парк Хавайи-Волкейнос
5. Килауэа — активный, входит в национальный парк Хавайи-Волкейнос

Благодаря извержениям вулкана Килауэа (постоянно извергается с 1983 года) площадь острова Гавайи продолжает увеличиваться.

### Стихийные бедствия
Лава, вытекающая из боковых кратеров вулкана Килауэа, полностью или частично уничтожила дома в нескольких посёлках:
- 1960 — Капохо[англ.]
- 1990 — Калапана[англ.], Каиму[англ.]
- 2014 — Пахоа
- 2018 — Леилани-Эстейтс и Страна Отдыха Гавайи[англ.]

Незаметные землетрясения постоянно происходят в разных частях острова. 2 апреля 1868 года на юго-восточном побережье острова Гавайи произошло землетрясение магнитудой 7,25—7,75 по шкале Рихтера. Оно вызвало оползень с Мауна-Лоа, в 8 км к северу от Пахалы, унёсший жизнь 31 человека.
Цунами унесло ещё 46 жизней. Поселения Паналуу, Ниноле, Кауаа, Хонуапо и Кеаухоу были серьёзно разрушены. Сообщалось, что цунами накрывало верхушки кокосовых пальм более 18 метров в высоту, и в некоторых местах захлестнуло сушу почти на 400 метров от океана.
17 мая 2018 года район Пуна был объявлен зоной стихийного бедствия из-за извержения вулкана Килауэа, в ходе извержения было уничтожено более 700 домов.

## История открытия острова
Для европейцев остров Гавайи (как и весь архипелаг) открыл капитан Джеймс Кук в январе 1778 года. Группу крупных Гавайских островов он назвал «Сандвичевыми островами», а самый крупный остров (современный остров Гавайи), со слов местных жителей — «Овайхи» (или «Овиги»; англ. Owyhee).Джеймс Кук был убит местными жителями при контактной высадке на берегу бухты Кеалакекуа этого острова 14 февраля 1779 года. Согласно проведённому тогда расследованию — в связи с культурологической ошибкой экипажа.
Остров Гавайи — родина первого гавайского короля Камеамеа I, завоевавшего в 1795 году после нескольких лет войны большинство Гавайских островов. Он назвал своё Гавайское Королевство именем родного острова. Поэтому со временем весь архипелаг стали называть Гавайскими островами.

## Районы острова и населённые пункты
Остров (Гавайи (округ)) исторически был разделен на 6 районов (сектора побережья), называемых «моку» (против часовой стрелки, с юго-востока):

1. Пуна

2, 3. Хило (теперь северный и южный)

4. Хамакуа

5, 6. Кохала (теперь северный и южный)

7, 8 Кона (теперь северный и южный)

9. Кау.
Основные статистически обособленные местности (городские поселения и посёлки):
- Ахуалоа[англ.])
- Каптейн-Кук[англ.])
- Хакалау[англ.]
- Халаула
- Хави[англ.])
- Хило — город
- Кеаукаха (англ. Keaukaha)
- Ваиакеа[англ.]
- Ваинаку
- Панаэва (англ. Panaewa)
- Холуалоа
- Хонало
- Хонаунау[англ.]
- Хонаунау-Напоопоо[англ.])
- Хонокаа[англ.])
- Хоному
- Кахалуу-Кеаухоу
- Каилуа-Кона — город
- Каиналиу[англ.]
- Калаоа[англ.]
- Калапана[англ.])
- Капаау
- Каваихаэ[англ.]
- Кеаау[англ.]
- Аиналоа
- Иден-Рок
- Ферн-Эйкрес
- Ферн-Форест
- Хавайиан-Эйкрес
- Хавайиан-Бичис
- Хавайиан-Парадайс-Парк
- Кёртистаун
- Леилани-Эстейтс)
- Нанавале-Истейтс
- Оркидлендс-Истейтс
- Пахоа[англ.]
- Кеаухоу[англ.]
- Кеалакекуа
- Кеокеа[англ.])
- Кукуихаэле
- Лаупахоехое
- Милолии[англ.]
- Маунтин-вью
- Наалеху
- Ниноле[англ.]
- Оушн-вью[англ.]
- Оокала[англ.]
- Паауило
- Пахала[англ.]
- Папаалоа[англ.]
- Папаикоу
- Паукаа
- Пепеэкео
- Пуако
- Волкейно
- Waimea
- Ваиколоа-Виллидж
- Ваинаку
- Ваиохину[англ.]

### Дороги
Две дороги соединяют два главных города — Хило на восточном побережье и Каилуа-Кона на западном побережье острова:
- Государственные трассы 19 и 190, северный путь через Ваимеа
- Государственная трасса 11, южный путь через Национальный парк

Существуют также Государственные трассы 270 (Каваихаэ — Хави) и 180 («Дорога кофе Кона», см. кофе кона, из Хонало до трассы 190), Сэддл Роуд (из Хило в Ваимеа, проходящая мимо Мауна-Лоа и Мауна-Кеа), Саус Пойнт Роуд (трасса 11 до южной точки США), и т. д.
Офисы, сдающие машины напрокат, находятся в международных аэропортах. Также существует служба такси. Бесплатный общественный транспорт предоставляется фирмой «Hele-On Bus».

### Аэропорты
Два коммерческих аэропорта обслуживают остров Гавайи:
- Международный аэропорт Хило[англ.]
- Международный аэропорт Кона

А также:
- Аэропорт Ваимеа-Кохала[англ.]

### Морские порты
Главные коммерческие порты расположены в Хило на востоке и Каваихаэ на западе острова. Круизные лайнеры чаще останавливаются в Каилуа-Кона.

## Колледжи и университеты
- Гавайский университет в Хило[англ.]
- Университет наций[англ.]
- Гавайский коммьюнити-колледж[англ.]